# Skogsbräsma
Skogsbräsma (Cardamine flexuosa) är en växtart i familjen korsblommiga växter som beskrevs av den brittiske botanikern William Withering 1796.

## Utbredning
Skogsbräsman är sällsynt i Sverige men har en utbredning från Skåne till Lule Lappmark. Den växer i fuktig skogsmark, framför allt på kalkrik mark och vid källdrag. Det första svenska fyndet gjorde vid Åreskutan i Jämtland och kungjordes 1814.

## Etymologi
Artnamnet flexuosa kommer från latinets flexus och betyder "med många böjar". Det syftar på dess vanligtvis sicksackböjda stjälk - se bilden i faktarutan.